# السبيل (محافظة يدمة)
السبيل هو مركزٌ سعوديٌ تابعٌ لمحافظة يدمة التابعة لمنطقة نجران، في المملكة العربية السعودية. المركز من الفئة (أ)، ورمزه 2448 حسب دليل الترميز الموحد للمناطق الإدارية بالمملكة العربية السعودية.